# Bombezinski receptor
Bombezinski receptori su grupa G-protein spregnutih receptora koji vezuju bombezin.
Tri bombezinska receptora su trenutno poznata:
- BB1, ranije poznat kao Neuromedinski B receptor,
- BB2, ranije poznat kao Gastrin-oslobađajući peptidni receptor,
- BB3, ranije poznat kao Bombezinu-sličan receptor 3,

## Literatura
1. ↑  cite journal |title=Bombesin receptor structure and expression in human lung carcinoma cell lines |author =  Zahra Fathi, James W. Way, Martha H. Corjay, Jean Viallet, Edward A. Sausville, James F. Battey |year=22 Aug 2006 |doi=10.1002/jcb.240630519 |journal=Journal of Cellular Biochemistry |volume=63, Issue Supplement 24 |pages=237–246 |url=http://onlinelibrary.wiley.com/doi/10.1002/jcb.240630519/abstract

## Spoljašnje veze
- „Bombesin Receptors”. IUPHAR Database of Receptors and Ion Channels. International Union of Basic and Clinical Pharmacology. Архивирано из оригинала 13. 12. 2013. г.